# Fjordbotnmarka
Fjordbotnmarka (en same du Nord : Skuhppi) est une localité du comté de Troms, en Norvège.

## Géographie
Administrativement, Fjordbotnmarka fait partie de la kommune de Gratangen.